# Nou Barris
Pour les articles homonymes, voir Barris.
Nou Barris est l'un des dix districts (district VIII) de la ville de Barcelone (Catalogne).
Il est composé des treize quartiers suivants : Vilapicina i la Torre Llobeta, Porta, El Turó de la Peira, Can Peguera, La Guineueta, Canyelles, Les Roquetes, Verdun, La Prosperitat, La Trinitat Nova, Torre Baró, Ciutat Meridiana et Vallbona.

## Localisation
Le district est situé tout au nord de la ville.

Localisation du district de Nou Barris dans Barcelone.

## Patrimoine
Le district accueille le cimetière de Sant Andreu aménagé par l'architecte moderniste Pere Falqués.

## Cinéma
Le quartier de Torre Baró, situé dans le district, est notamment connu pour le film El 47 de Marcel Barrena, basé sur la vie de Manolo Vital, chauffeur de bus et personnalité de Nou Barris.